# San Michele e il drago (Cimabue)

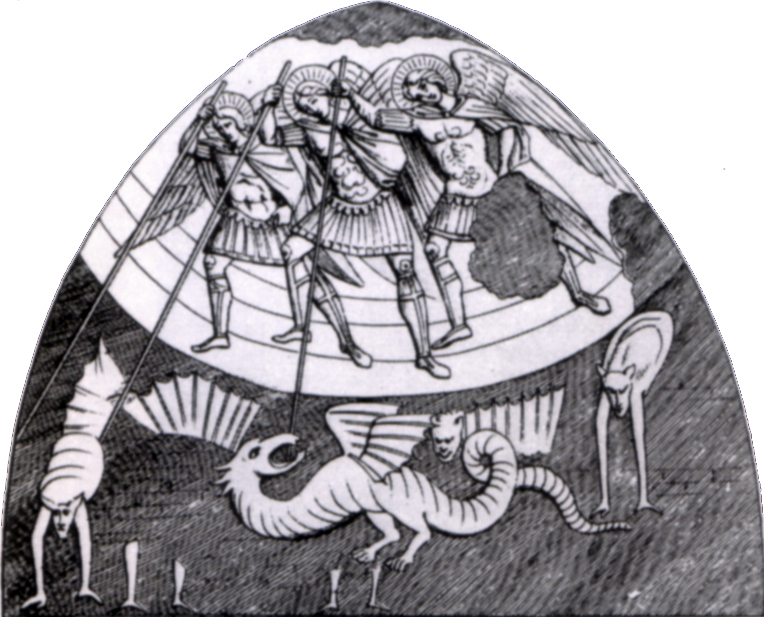
La lunetta in un'incisione del 1826 (D'Agincourt)

San Michele e il drago è un affresco (circa 650x700 cm) di Cimabue e aiuti, databile attorno al 1277-1283 circa e conservato nel transetto sinistro della basilica superiore di San Francesco di Assisi. 

## Storia
La datazione degli affreschi di Cimabue è piuttosto discorde, sebbene negli studi più recenti si sia assestata a un periodo tra il 1277, anno dell'elezione al soglio pontificio di Niccolò III e il 1283 circa. 
Gli affreschi di Cimabue sono in generale in condizioni mediocri o pessime, tra cui le lunette sono tra le peggiori. La zona del transetto sinistro è decorata dalle Storie apocalittiche. La zona del transetto sinistro è decorata dalle Storie apocalittiche, un soggetto piuttosto raro, che è confrontabile, per l'arte italiana pregiottesca, solo con gli affreschi dell'abbazia di San Pietro al Monte a Civate, con le scene della cappella Velluti in Santa Croce e col Giudizio universale dei mosaici del battistero di Firenze o di Santa Cecilia in Trastevere.

## Descrizione e stile
La scena mostra il passo dell'Apocalisse in cui Michele e gli altri angeli combattono il "serpente antico" diabolico, senza però vincerlo, ma scacciandolo sulla Terra (XII, 7-9). Dai frammenti della scena si vedono in alto Michele con due compagni, sullo sfondo dei cerchi celesti, che trafiggono con lunghe lance il drago, avviluppato nella parte inferiore. Quest'ultimo è meglio conservato, così come le notevoli figure demoniache attorno ad esso, che precipitano verso terra. L'opera è in larga parte riferita all'intervento del maestro, soprattutto nei volti e nei panneggi.
I francescani erano particolarmente devoti a san Michele, il quale veniva visto talvolta come precursore di Francesco quale mediatore tra Dio e gli uomini; al santo era infatti dedicato un altare nell'abside, assieme a quelli di Maria e di san Pietro.
Negli sguanci della lunetta si trovano angeli a mezza figura entro riquadri, lo stesso motivo che corre anche, con maggiore enfasi decorativa, sopra la quadrifora che illumina la testa del transetto. Sotto la lunetta corre un motivo con sei angeli a mezza figura sotto una finta loggetta a tutto sesto, dalle forme classiche e piene, ben diverse dalle figure verticalizzate del Maestro Oltremontano nell'altro braccio del transetto, dove infatti compaiono anche archetti ogivali. Nella parete della loggetta si trovano poi tre grandi angeli a piena figura con scettro, dall'espressione enigmatica, riferibili, seppur dubitativamente, alla mano del maestro per ampie parti. Essi incombono sulle sottostanti Storie apocalittiche come se vi assistessero, vigilandole.

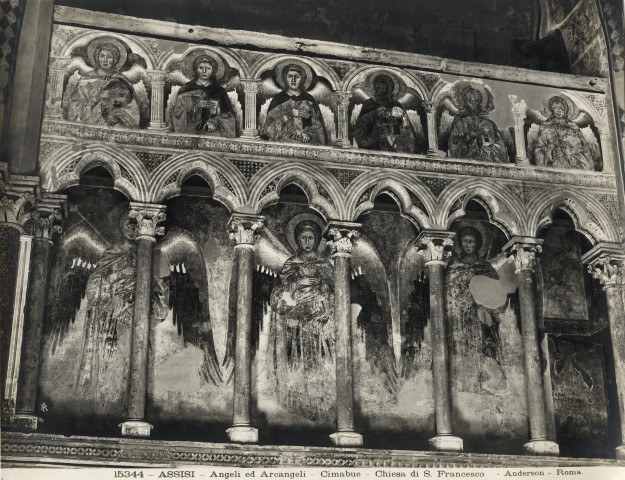
Una delle logge
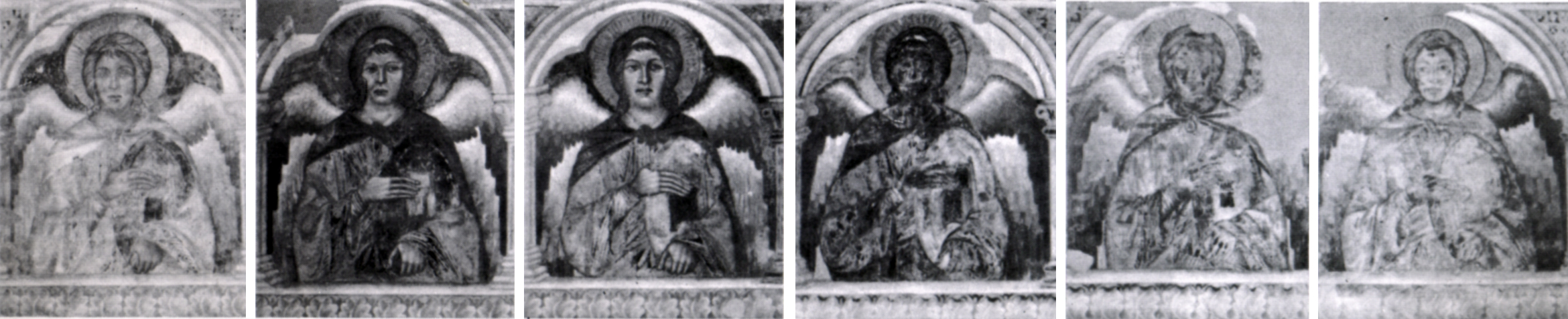
Angeli sopra la loggetta
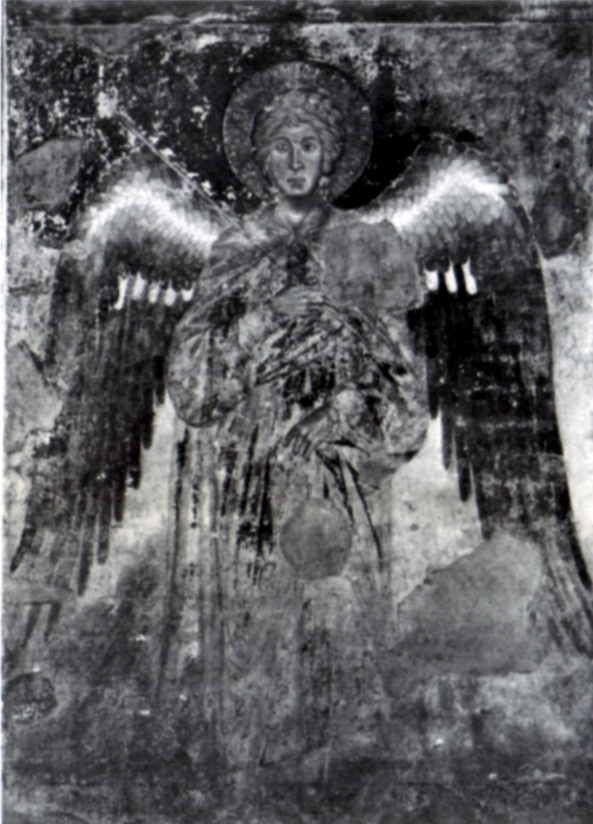
Angelo nella loggetta destra
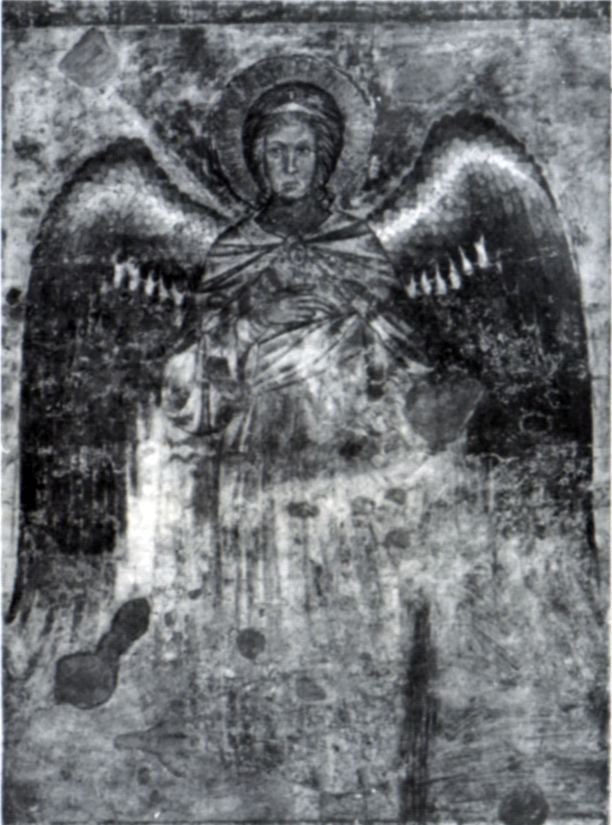
Angelo nella loggetta destra
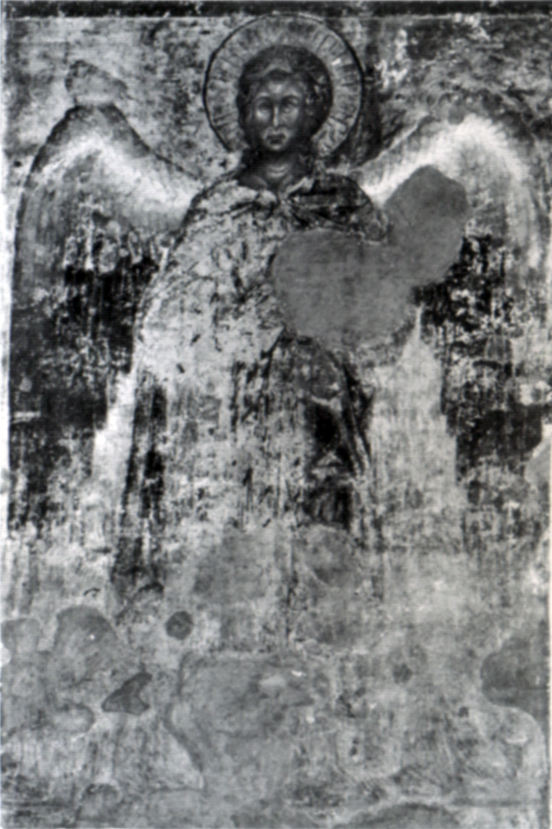
Angelo nella loggetta destra